# Flugplatz Sperenberg

i7
i11
i13
Der Flugplatz Sperenberg war ein sowjetischer und von 1992 bis 1994 russischer Militärflugplatz bei Sperenberg (Brandenburg), auf dem große Flugzeuge wie die Truppentransporter Il-76 und An-22 operierten. Diese stellten den Abzug der Westgruppe der Truppen (WGT) sicher. Er galt zeitweise als potenzieller Standort für den Flughafen Berlin Brandenburg. Das Funkrufzeichen für den Flugplatz Sperenberg lautete in den 1960er Jahren „KJUWET“ (Straßengraben), ab den 1970er Jahren „SOUVENIR“.
Das Flugplatzgelände liegt in den Gemeinden Am Mellensee und Nuthe-Urstromtal im Landkreis Teltow-Fläming.

## Geschichtliche Entwicklung

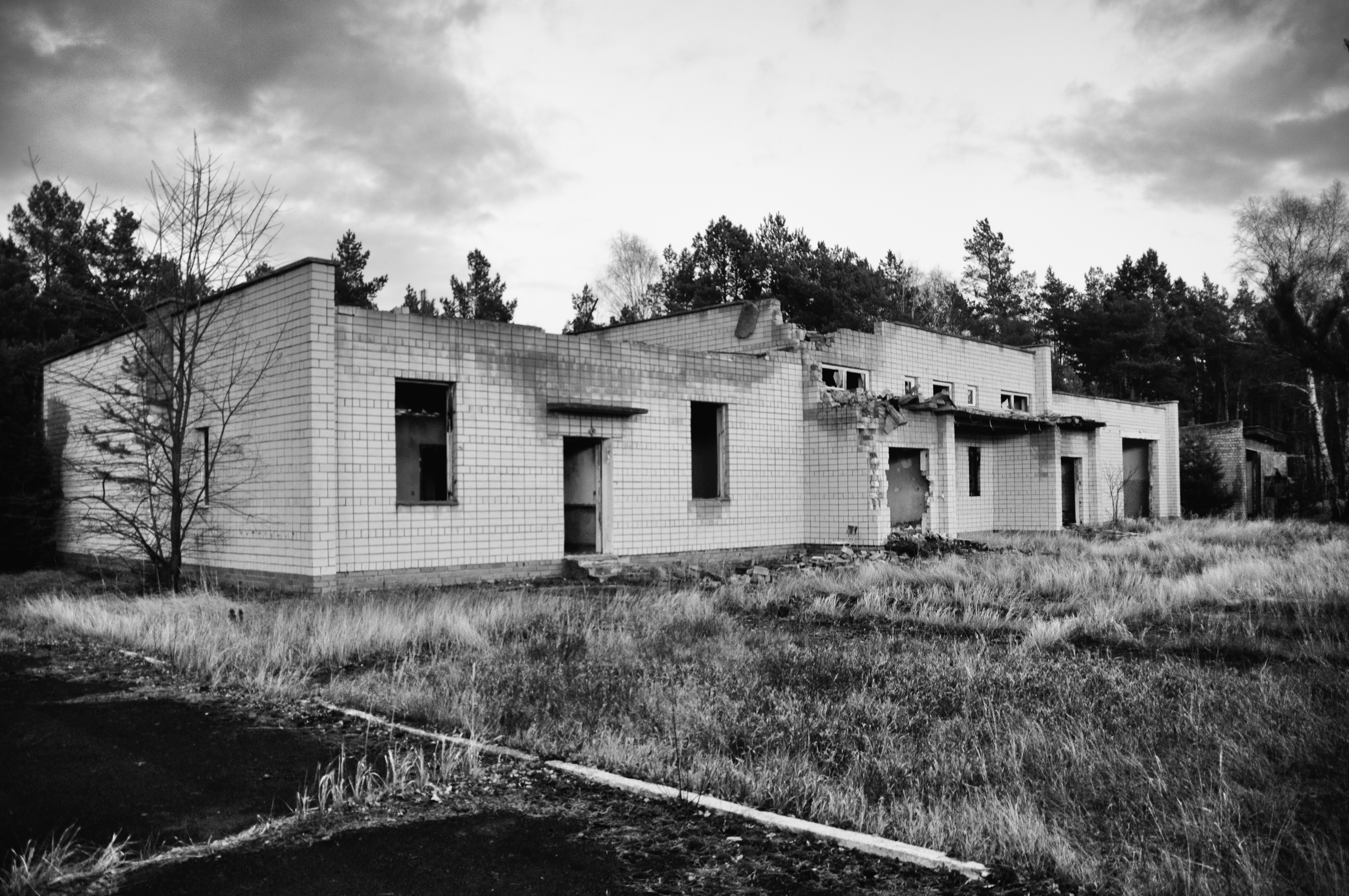
Terminalgebäude des Flugplatzes

Das Gelände des späteren Flugplatzes gehörte ursprünglich zur Heeresversuchsanstalt Kummersdorf, wo bereits von 1870 an militärische Mittel auf ihre Nutzbarkeit untersucht und geprüft wurden. Bis zum Zweiten Weltkrieg war hier eine Ausbildungsstelle der Eisenbahnpioniere. Davon zeugen zahlreiche Brücken- und Schienenreste sowie ein Denkmal für die im Ersten Weltkrieg gefallenen Eisenbahnpioniere auf dem Gelände.
Nach Ende des Zweiten Weltkrieges wurde die umfangreiche Nutzung des Geländes weitgehend eingestellt. In den 1950er-Jahren war die Sowjetarmee auf der Suche nach einem Flugplatz zur ausschließlich militärischen Nutzung. Es gab eine Untersuchung möglicher Standorte in Drewitz, Rangsdorf und Sperenberg. Nach intensivem Streit mit der DDR um die Finanzierung wurde schließlich ab 1958 auf dem Areal von der DDR ein Flugplatz errichtet, nachdem die Einigung auf Teilung der Kosten erzielt war. Es galt den bereits bestehenden, größeren Flughafen Berlin-Schönefeld vom militärischen Luftverkehr zu entlasten und ausschließlich zivil zu nutzen.

### Bauphasen des Flugplatzes Sperenberg
Der Bau des Flugplatzes wurde in drei wichtigen Abschnitten ausgeführt:
1. Bauabschnitt 1958–1960
VEB Spezialbau Potsdam mit Hilfe von Strafgefangenen aus dem Zuchthaus Brandenburg
2. Bauabschnitt in den 1960er Jahren
In diesem Zeitraum wurde unter anderem um 1965 der Führungsbunker für den Gefechtsstand des 226. Selbst. Gemischten Fliegerregiments errichtet, dieser war eingeschossig, monolithisch und hatte die Abmessungen 28 × 16 Meter.
3. Bauabschnitt 1972–1974
Bauausführung zur Auslagerung der Abstellflächen für Transportflugzeuge im nordwestlichen Areal des Flugplatzes erfolgte durch das VEB Autobahnbaukombinat Betriebsteil Potsdam, die Errichtung des zentral angeordneten Hangars durch den VEB Bau- und Montagekombinat (BMK) Ost und Elektroanlagen durch die PGH des Elektrohandwerks Klausdorf, Fertigstellung war am 1. Mai 1974. Somit verfügte der Flugplatz über eine Start- und Landebahn aus Beton, eine Graspiste, vier Rollwege in Nord-Süd-Ausrichtung und zwei Rollwege parallel zu den Start- und Landebahnen in Ost-West-Ausrichtung, einer davon führt zum Terminal Sperenberg.
Sperenberg wurde von der 16. Luftarmee der GSSD/WGT bis zum Abzug 1994 genutzt. Auf dem Gelände des Flugplatzes verbrachte der zu dem Zeitpunkt per Haftbefehl gesuchte ehemalige Staatsratsvorsitzende der DDR, Erich Honecker, 1991 seine letzte Nacht auf deutschem Boden, bevor er in die Sowjetunion ausgeflogen wurde.

## Verwendung des Flugplatzes

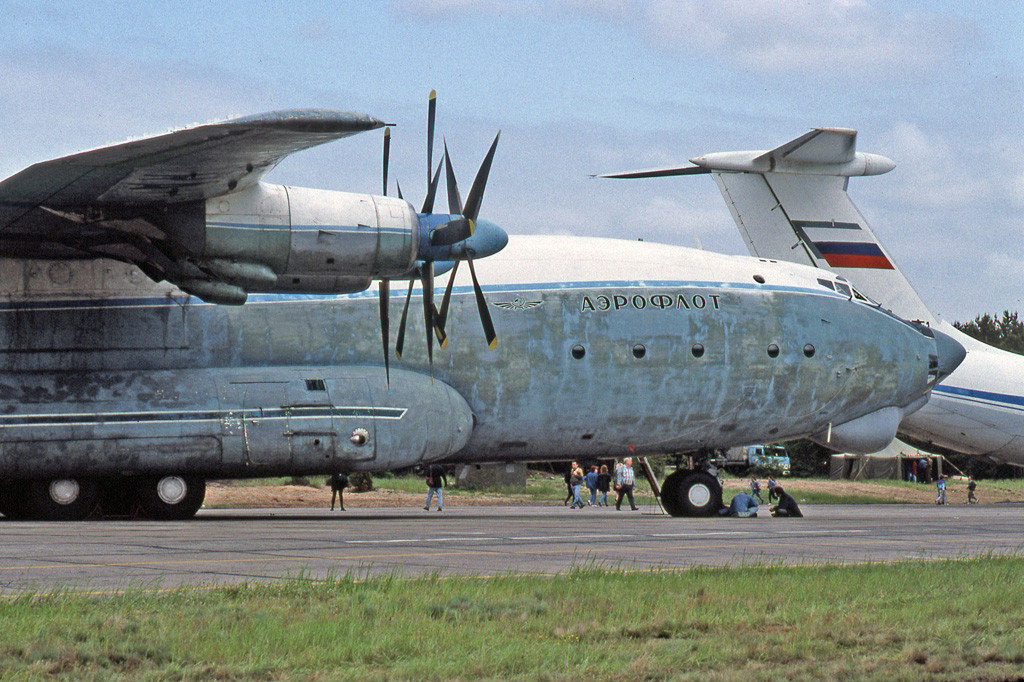
Eine Antonow An-22 auf dem Militärflugplatz Sperenberg, Mai 1994

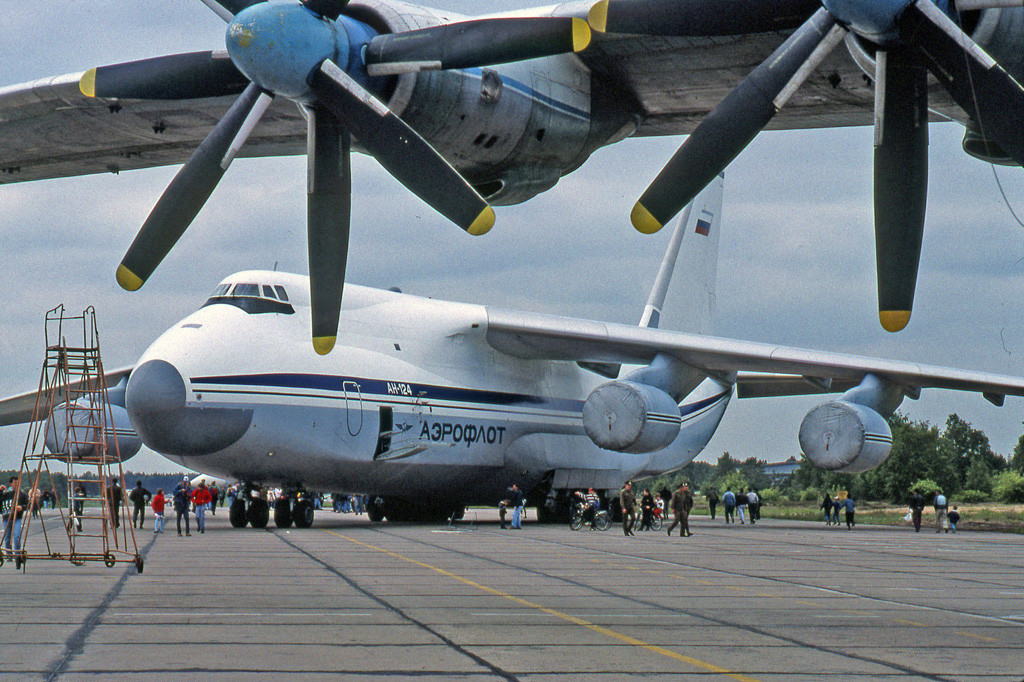
Eine Antonow An-124 Ruslan in Sperenberg, Mai 1994

Sperenberg war als Standort für die sowjetischen Besatzungstruppen gut geeignet. Durch die lange Vorgeschichte der Garnison konnten bereits vorhandene Gebäude wie Kasernen, Garagen und Versorgungsgebäude genutzt werden. Im Laufe der Zeit entwickelte sich das Gelände zu einer eigenen sowjetischen Stadt auf dem Boden der DDR. Es befanden sich hier eine Schule sowie Kindergärten für die Kinder der Soldaten, Großbäckerei, Geschäfte, ein Kino, Krankenhäuser und weitere Einrichtungen. Es bestand eine eigene, tägliche Zuganbindung sowohl nach Potsdam als auch nach Moskau. Zu Spitzenzeiten waren hier über 5000 Soldaten und Zivilisten stationiert.
Die GSSD/WGT nutzte Sperenberg intensiv. Es waren auf dem Flugplatz sowohl Transport- und Passagierflugzeuge, als auch Aufklärungs- und Verbindungshubschrauber stationiert. Hauptnutzer war das 226. Selbst. Gemischte Fliegerregiment (226. OSAP) das zuletzt mit verschiedenen Versionen der An-12, An-24 und An-26 sowie Mi-8 und Tu-134A ausgerüstet war. Hinzu kam die zeitweise auf dem Flugplatz stationierte 113. Selbst. Hubschrauberstaffel (113. OWE) mit Mi-6, Mi-8 und Mi-24. Bei der dritten dort stationierten Fliegereinheit handelte es sich um die 39. Selbst. Fliegerabteilung für den Funkelektronischen Kampf (39. OAO REB), die über Il-20 und auch Il-22 verfügte. In der Kaserne befand sich das Ausbildungszentrum „Elektron“, hier wurden auch Jägerleitoffiziere der Luftverteidigung der Nationalen Volksarmee ausgebildet.
Sämtliche auf dem Flugplatz stationierten Einheiten waren der 16. Luftarmee wie auch dem Stab der Sowjetischen Streitkräfte in Wünsdorf direkt unterstellt und handelten in deren Interesse. Zusätzlich galt der Flugplatz als Tor zur Heimat, täglich fanden Post-, Kurier- und Verbindungflüge zu verschiedenen Moskauer Militärflugplätzen statt. In den letzten Jahren wurden hierzu regelmäßig Tu-154, bei größeren Passagieraufkommen Il-62 verwendet. Im Anschluss an den täglichen Postflug folgten Flüge zu den der 16. Luftarmee unterstellten Divisionstäben, dazu nutzte man An-2 und Mi-8. Dieses Verfahren wiederholte sich täglich. In der Schlussphase des Abzuges der Westgruppe der Streitkräfte diente der Flugplatz Sperenberg als Hauptbasis für Transportflüge. In den letzten Wochen des Abzuges stand für die Russischen Streitkräfte ausschließlich dieser Flugplatz zur Verfügung. Im großen Umfang wurden Transportflugzeuge Il-76, An-22 und An-124 eingesetzt. Die Flüge endeten Anfang September 1994.

## Diskussion um den Ausbau als Flughafen Berlin-Brandenburg
Als potenzieller Standort für das Projekt Flughafen Berlin Brandenburg erhielt der Flugplatz Sperenberg Anfang der 1990er Jahre bis 1995 nationale Aufmerksamkeit. Während Befürworter in den damaligen Diskussionen besonders die bereits vorhandene Infrastruktur sowie die versteckte Waldlage und damit verbundene geringe Lärmbelästigung unterstrichen, sahen Kritiker eine zu große Entfernung zur Hauptstadt als Negativkriterium. Als Argument gegen Sperenberg wurde auch der Ausbau des nahegelegenen Flughafens Halle-Leipzig ins Feld geführt, der damit unter starken Druck geraten wäre. So musste wegen der verkehrsgünstigeren Lage Sperenbergs stärker die räumliche Nähe von Schönefeld zu Berlin als besonderer Standortvorteil für den neuen Großflughafens in den Vordergrund gestellt werden.
Obwohl die in Auftrag gegebenen Gutachten – hier vor allem die sehr umfangreiche Umweltverträglichkeitsprüfung (UVP) im Rahmen des Raumordnungsverfahrens – eindeutig, das heißt für alle untersuchten Schutzgüter, zu dem Ergebnis kamen, dass der Flugplatz Sperenberg der mit Abstand am besten geeignete Standort für den neuen Großflughafen sei (so wäre z. B. am Standort Sperenberg im Vergleich zu Schönefeld nur mit einem Bruchteil der Fluglärmbelastung der lokalen Bevölkerung zu rechnen gewesen), entschied sich die Politik letztendlich für den Flughafen Berlin-Schönefeld als zukünftigen Standort.
Wegen der Pannen beim Bau, der mehrfach verschobenen Eröffnung und der nunmehr gewonnenen Erkenntnis, dass der Flughafen BER am Standort Schönefeld zu klein dimensioniert wurde und bald nach Eröffnung an seine Kapazitätsgrenze stoßen soll, wurde in den Jahren 2012/2013 Sperenberg als „späterer“ Standort des internationalen Berlin-Brandenburger Flughafens ins Gespräch gebracht, wie von Ex-Ministerpräsident Stolpe oder der damaligen brandenburgischen CDU-Vorsitzenden Saskia Ludwig.

## Situation seit 2009

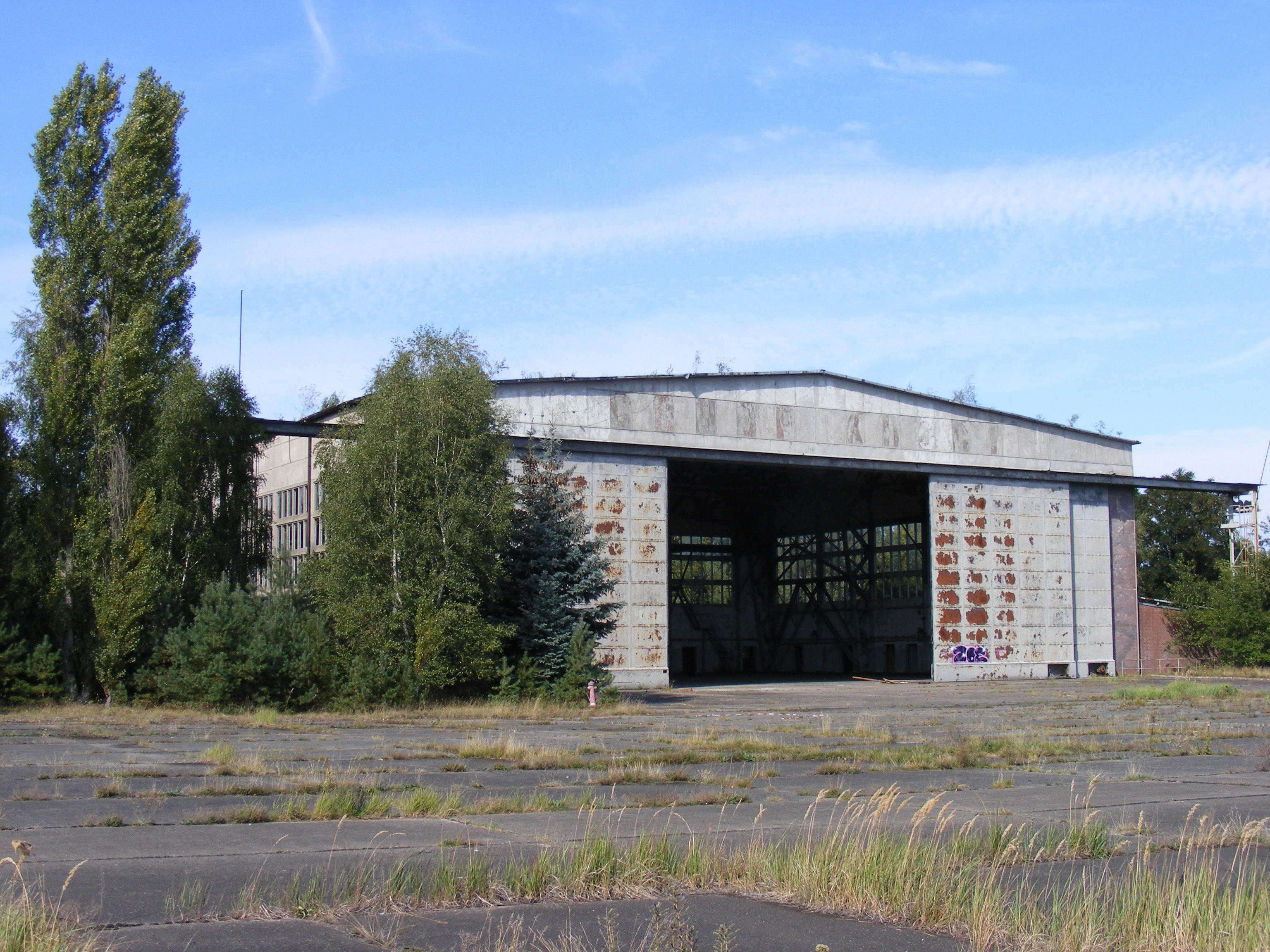
Hangar Sperenberg

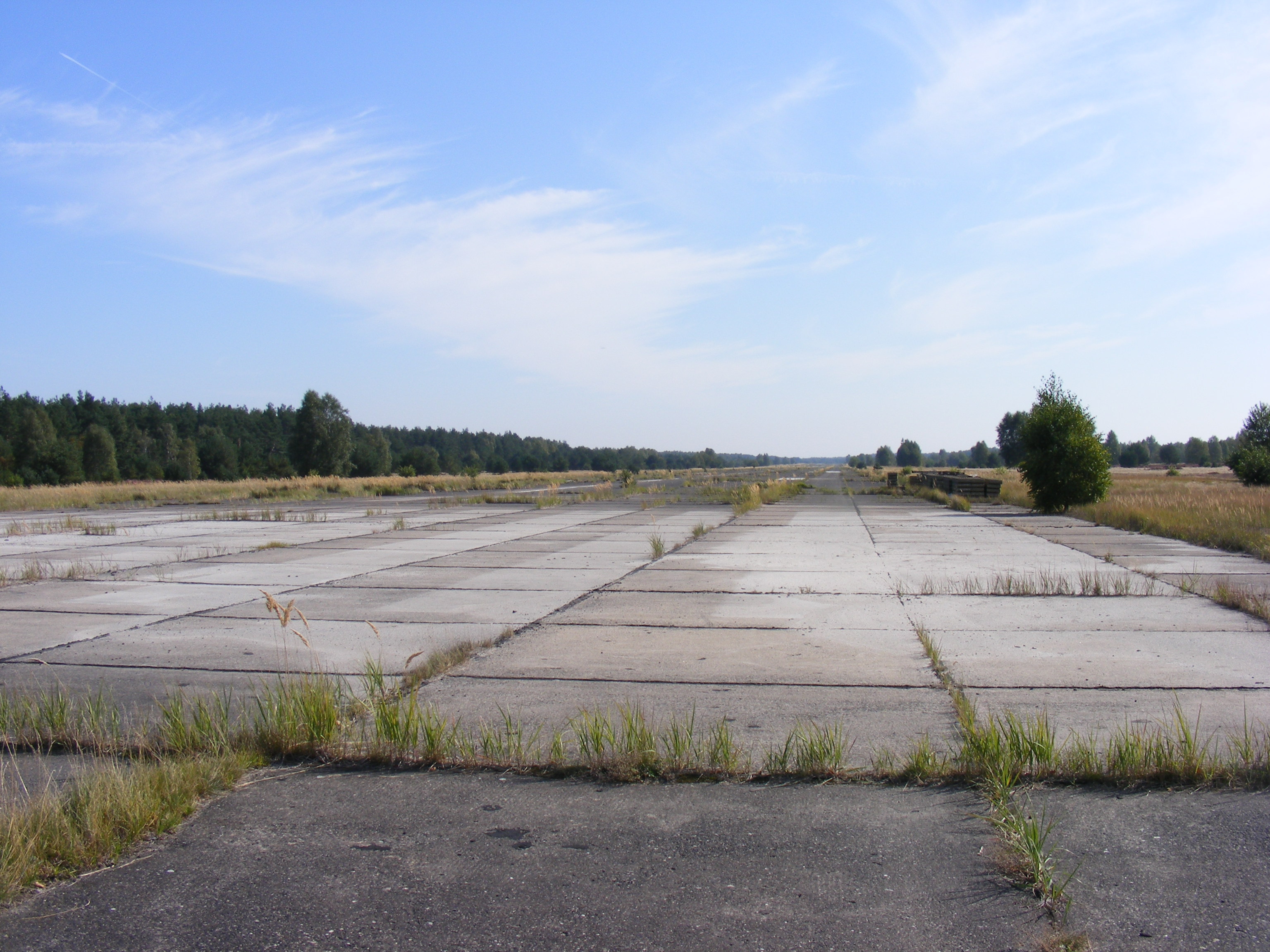
Start- und Landebahn 09L/27R

Der Flugplatz sowie das umliegende Gelände, ein insgesamt rund 24 km² großes Areal, werden derzeit weitgehend nicht genutzt. Sämtliche Gebäude und Installationen sind dem Verfall preisgegeben.
Im Jahr 2009 ging der gesamte Militärstandort Sperenberg vom Eigentum der Bundesrepublik Deutschland in das Eigentum des Landes Brandenburg über. In der Schlussrechnung des Landes Brandenburg über das WGT-Liegenschaftsvermögen gemäß § 8 Abs. 2 WGT-LVG zum 31. Dezember 2007 werden der Verkehrswert mit 8,75 Millionen Euro und sonstige Erlöse aus der Liegenschaft mit 0,5 Millionen Euro angegeben. Dem stehen Kosten für verwertungsvorbereitenden Rückbau mit 24 Millionen Euro, Altlastensanierung mit 11,3 Millionen Euro, Entwicklungs- und Vermarktungskosten mit 3 Millionen Euro und Verwaltungsaufwendungen mit 7 Millionen Euro gegenüber. Die veranschlagte Gesamtsumme der Aufwendungen beträgt 45,3 Millionen Euro.
Abzüglich der Einnahmen von 9,3 Millionen Euro müsste das Land laut dieser Studie für die Überführung des Geländes in eine zivile Nutzung 36 Millionen Euro aufbringen (Stand 2007).